# Temasek Holdings
Temasek Holdings (Private) Limited, або просто Temasek, є міжнародною інвестиційною компанією, що належить уряду Сінгапуру. Компанія зареєстрована 25 червня 1974 року. Станом на 2023 рік Temasek має інвестиційний портфель у 287 мільярдів доларів США, з яких 27 мільярдів сінгапурських доларів було вилучено та 31 мільярд сінгапурських доларів інвестовано протягом 2023 року.  
Штаб-квартира знаходиться в Сінгапурі. Темасек має 13 офісів у 9 країнах світу, зокрема в Пекіні, Ханої, Мумбаї, Шанхаї, Шеньчжені; а також у Лондоні, Брюсселі, Парижі, Нью-Йорку, Сан-Франциско, Вашингтоні та Мехіко.  Він є активним акціонером та інвестором із чотирма ключовими сферами інтересів: оцифровка, стале життя, майбутнє споживання та триваліший термін служби.  Портфоліо Temasek охоплює широкий спектр секторів.

## Історія
На момент здобуття Сінгапуром незалежності в серпні 1965 року, уряд країни володів різними компаніями, зокремаMalaysia-Singapore Airlines (яка пізніше розділилася на Malaysia Airlines та Singapore Airlines) та Singapore Telephone Board (яка стала SingTel). З метою стимулювання місцевих та іноземних приватних інвестицій у такі сектори, як виробництво та суднобудування, урядова Рада з економічного розвитку (ЄБР) також купила міноритарні пакети акцій у низці місцевих компаній.  Протягом перших десяти років після здобуття незалежності уряд придбав або заснував кілька компаній, таких як Keppel Corporation (спочатку Keppel Shipyard, перейнята від Королівського флоту після виведення британських військ із Сінгапуру), ST Engineering (спочатку виробник зброї для постачання збройним силам Сінгапуру) і судноплавна компанія Neptune Orient Lines. 
25 червня 1974 року Temasek було зареєстровано відповідно до Закону про компанії Сінгапуру  для утримання та управління активами, які раніше належали безпосередньо уряду країни. Мета полягала в тому, щоб Temasek володів та управляв цими інвестиціями на комерційній основі , дозволяючи Міністерству фінансів та Міністерству торгівлі та промисловості зосередитися на розробці політики. 